# コーラル・ブルー (吹奏楽曲)
「コーラル・ブルー 沖縄民謡「谷茶前」の主題による交響的印象」（コーラル・ブルー おきなわみんよう「たんちゃめ」のしゅだいによるこうきょうてきいんしょう、CORAL BLUE - A Symphonic Impressions for Band）は、真島俊夫が作曲した吹奏楽曲。1991年度の全日本吹奏楽コンクール課題曲に選ばれている。

## 概略
題名の通り沖縄民謡の「谷茶前」を基に作曲された作品である。真島の作品が課題曲に選ばれたのは1985年度の「吹奏楽のための交響詩 波の見える風景」に続いて、本作が2曲目である。また1997年度には「五月の風」が課題曲に選ばれている。
真島が1999年に発表した陸上自衛隊第一混成団音楽隊委嘱作品「五つの沖縄民謡による組曲」の曲中には、この曲と同一のフレーズが使われている。

## 曲の構成
曲の冒頭は、南国・沖縄の暑い日差しを彷彿とさせる沖縄音階のベルトーンから始まり、次いで木管楽器によって谷茶前の主題がゆったりと奏でられる(Andante)。
不規則に4分の3拍子が織り込まれる原曲「谷茶前節」のリズムを踏襲しながら、一転、アップテンポで主題のバリエーションがたたみ掛けるように流れる(Allegro Vivace)。
中盤からは再び谷茶前の主題がゆったりと歌われ、フィナーレに向けて木管楽器のグリッサンドがテンポを上げながら緊張感を高めてゆく(Adagio)。
連続的にテンポが上がり(Con Fuoco)、木管楽器のアドリブが分散和音を奏でる中、金管楽器が曲の冒頭と同じベルトーンの旋律を堂々と歌い上げる(Maestoso)。
木管楽器のトリルが続く中、曲はさらにテンポが上がり(Agitato)、ホルンとサックスのグリッサンドも交えながら壮大に曲を締めくくる。

## 編成
| 木管 | 木管                       | 金管 | 金管 | 弦・打 | 弦・打                                                                                        |
| ---- | -------------------------- | ---- | ---- | ------ | --------------------------------------------------------------------------------------------- |
| Fl.  | 2, Picc. (Fl.持ち替えあり) | Tp.  | 3    | Cb.    | ●                                                                                             |
| Ob.  | 1                          | Hr.  | 4    | Timp.  | ●, Floor tom-tom, Tri., Tam-Tam                                                               |
| Fg.  | 1                          | Tbn. | 3    | 他     | S.D., 2 Tom-toms(small & medium), S.C., Tam-Tam, B.D., Cas., Tamb., W.C., Cym., Glock., Xylo. |
| Cl.  | 3 (各div.), E♭, Alto, Bass | Eup. | ●    | 他     | S.D., 2 Tom-toms(small & medium), S.C., Tam-Tam, B.D., Cas., Tamb., W.C., Cym., Glock., Xylo. |
| Sax. | Alt. 2 Ten. 1 Bar. 1       | Tub. | ●    | 他     | S.D., 2 Tom-toms(small & medium), S.C., Tam-Tam, B.D., Cas., Tamb., W.C., Cym., Glock., Xylo. |